# Aeropuerto de Vung Tau
Aeropuerto de Vung Tau (IATA: VTG, OACI: VVVT) (en vietnamita: Sân bay Vũng Tàu) es un pequeño aeropuerto en el sur de Vietnam, en la provincia de Bà Rịa–Vũng Tàu. El aeropuerto sirve a la ciudad de Vũng Tàu y está ubicado cerca del centro de la ciudad.

## Instalaciones
Hay una pista pavimentada de 1.800 m (a partir de 2006). El aeropuerto tiene capacidad para recibir aviones pequeños como ATR-72 y AN-38.

## Historia
El aeropuerto se estableció originalmente como aeródromo de Cap St Jacques en el período colonial francés.

## Aerolíneas y destinos

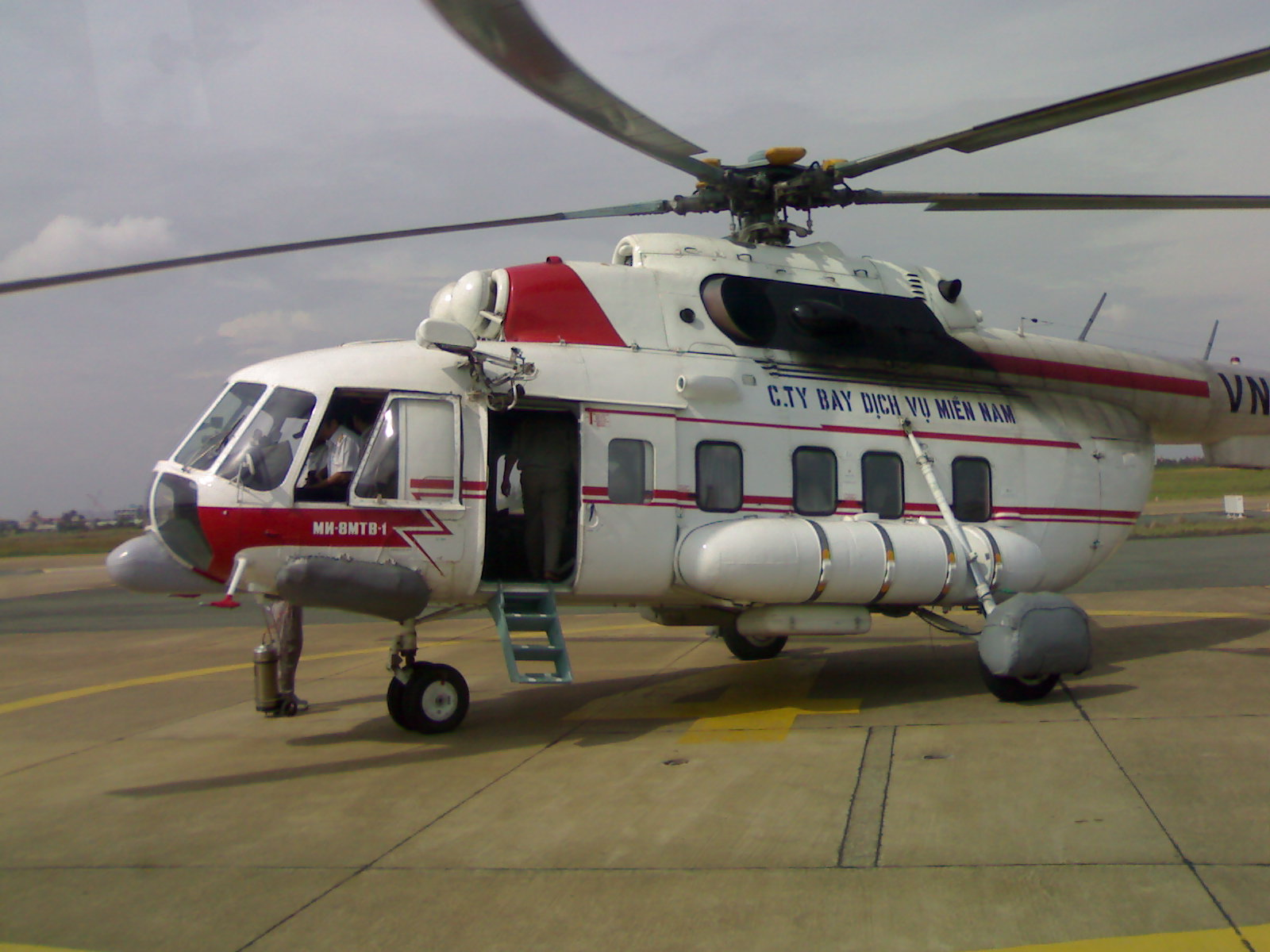
Helicóptero Mil Mi-8 de Southern Service Flight Company en el aeropuerto de Vung Tau

Southern Service Flight Company proporciona servicios de helicópteros para actividades de exploración y producción de petróleo en alta mar de Vũng Tàu. También ofrece vuelos dos veces por semana al aeropuerto de Con Dao.
| Aerolíneas                      | Destinos |
| ------------------------------- | -------- |
| Southern Service Flight Company | Con Dao  |